# Taubaldsmühle
Taubaldsmühle (früher auch Baierleinsmühle genannt) ist ein Gemeindeteil der Stadt Helmbrechts im Landkreis Hof (Oberfranken, Bayern). Taubaldsmühle liegt in der Gemarkung Oberweißenbach.

## Geografie
Das Dorf liegt im weiten Tal des Lehstenbaches, in dem sich mehrere Fischweiher nahe dem Ort befinden. Die Kreisstraße HO 34 führt nach Suttenbach (1,1 km westlich) bzw. nach Oberweißenbach zur Staatsstraße 2195 (1,5 km südöstlich).

## Geschichte
Der Ort bestand 1692 lediglich aus einer Mühle, die nach ihrem Eigentümer mit dem Namen Taubald benannt wurde. Im Jahr 1762 befand sie sich im Besitz von G. Bayerlein, weshalb sie zwischenzeitlich auch als „Beierlesmühle“ bezeichnet wurde. Entlang der an der Mühle vorbeiführenden Straße entwickelte sich im Lauf der Zeit eine Siedlung, die aus einigen Wohnbauten und mehreren Handweberhäusern bestand. Auch das Mühlengebäude selbst wird mittlerweile als Wohnhaus genutzt.
Taubaldsmühle gehörte zur Realgemeinde Kleinschwarzenbach. Gegen Ende des 18. Jahrhunderts bestand Taubaldsmühle aus einem Anwesen. Die Hochgerichtsbarkeit stand dem bayreuthischen Stadtvogteiamt Helmbrechts zu. Das Kastenamt Helmbrechts war Grundherr der Mahl- und Schneidmühle.
Von 1797 bis 1810 unterstand Taubaldsmühle dem Justiz- und Kammeramt Münchberg. Infolge des Ersten Gemeindeedikts wurde Taubaldsmühle dem 1812 gebildeten Steuerdistrikt Unterweißenbach und der zugleich entstandenen Ruralgemeinde Oberweißenbach zugewiesen. Im Zuge der Gebietsreform in Bayern wurde Taubaldsmühle am 1. Juli 1972 nach Helmbrechts eingemeindet.

### Einwohnerentwicklung
| Jahr      | 1812  | 1861   | 1871   | 1885   | 1900   | 1925   | 1950   | 1961   | 1970   | 1987  |
| Einwohner | 24    | 39     | 56     | 81     | 63     | 48     | 39     | 42     | 32     | 39    |
| Häuser    | 12    |        |        | 9      | 10     | 9      | 8      | 8      |        | 14    |
| Quelle    | [ 7 ] | [ 10 ] | [ 11 ] | [ 12 ] | [ 13 ] | [ 14 ] | [ 15 ] | [ 16 ] | [ 17 ] | [ 1 ] |

## Religion
Taubaldsmühle ist evangelisch-lutherisch geprägt und ist bis heute nach St. Johannes der Täufer (Helmbrechts) gepfarrt.